# Siemomysł
Siemomysł byl třetím polským knížetem. Údajně byl otcem prvního historicky doloženého polského knížete, Měška I. Po Siemomysłovi jeho syn zdědil Velkopolsko, jehož území pak Měšek I. dále rozšířil. Udržoval přátelské vztahy s českým knížetem, jeho matka byla neznámá dcera Svatopluka Velkomoravského, otec Lestek. Je popisován jako schopný vládce.
S manželkou Gorkou, zřejmě dcerou Vladislava Lašského, měl mnoho dětí, známí jsou ale jen tři synové:
- syn neznámého jména, který zemřel kolem roku 964
- Ctibor (zemřel po roce 972)
- Měšek I. (935 či 940 – 992)